# Anaximander (kráter)

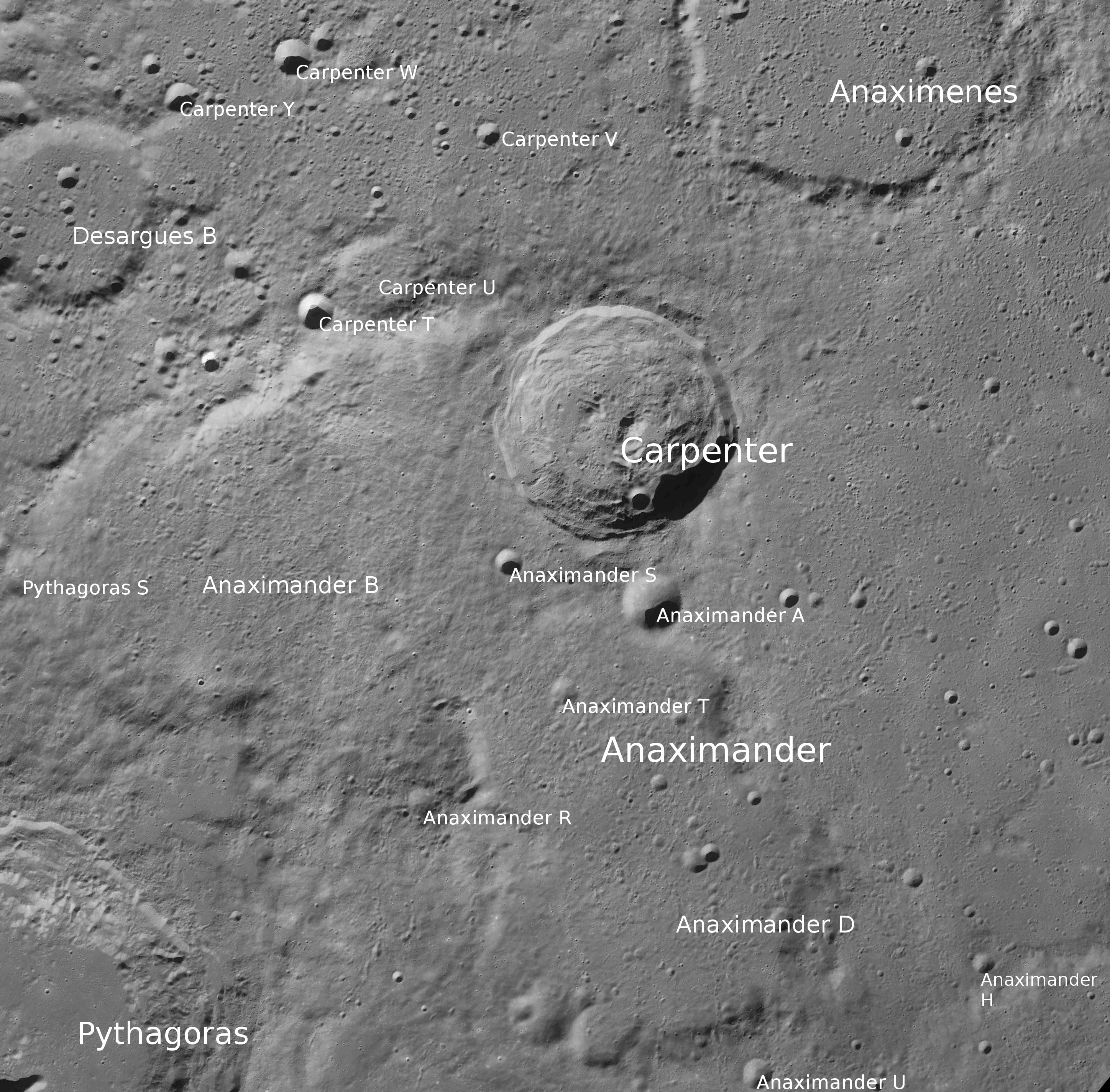
Poloha kráteru Anaximander.

Anaximander je kráter nacházející se u severozápadního okraje přivrácené strany Měsíce, ze Země je tedy pozorovatelný zkresleně. Sousedí na severu s mladším a zachovalejším kráterem Carpenter. Jeho okrajový val je značně rozrušen a velká část chybí (na jihovýchodě přechází v satelitní Anaximander D a na severozápadě v Anaximander B. Nemá středovou formaci kopců.
Má průměr 68 km, jihozápadně leží výrazný kráter Pythagoras a jihovýchodně pak rozlehlá valová rovina J. Herschel.

## Název
Pojmenován byl na počest starořeckého filosofa Anaximandra z Mílétu.

## Satelitní krátery
V okolí kráteru se nachází několik dalších kráterů. Ty byly označeny podle zavedených zvyklostí jménem hlavního kráteru a velkým písmenem abecedy.
| Anaximander | Sel. šířka | Sel. délka | Průměr |
| ----------- | ---------- | ---------- | ------ |
| A           | 68.0° S    | 50.2° Z    | 16 km  |
| B           | 67.8° S    | 60.7° Z    | 78 km  |
| D           | 65.4° S    | 50.1° Z    | 92 km  |
| H           | 65.2° S    | 40.8° Z    | 9 km   |
| R           | 66.2° S    | 54.9° Z    | 8 km   |
| S           | 68.3° S    | 53.4° Z    | 7 km   |
| T           | 67.2° S    | 52.0° Z    | 7 km   |
| U           | 64.1° S    | 48.3° Z    | 8 km   |